# Kotlandi
Koordinaten: 58° 13′ N, 22° 5′ O

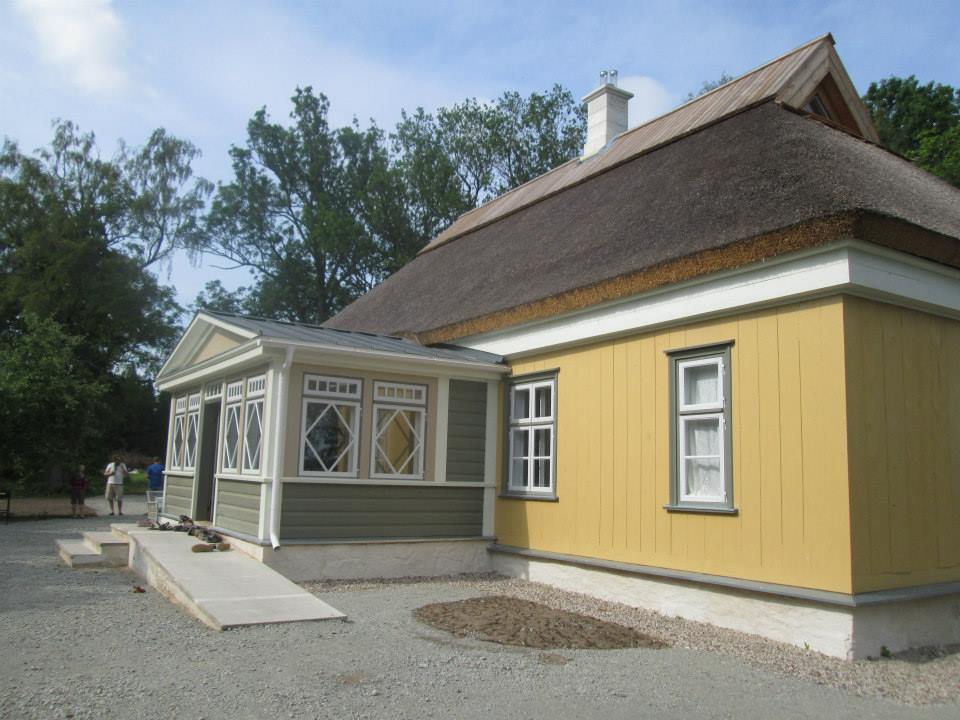
Herrenhaus von Kotlandi

Kotlandi (deutsch Gotland) ist ein Dorf (estnisch küla) auf der größten estnischen Insel Saaremaa. Es gehört zur Landgemeinde Saaremaa (bis 2017: Landgemeinde Lääne-Saare) im Kreis Saare.

## Beschreibung
Das Dorf hat 63 Einwohner (Stand 1. Januar 2016).
Der Ort liegt 23 Kilometer südwestlich der Inselhauptstadt Kuressaare an der Westküste der Insel Saaremaa. Er wurde erstmals 1645 urkundlich erwähnt.
Durch den Nordischen Krieg und die Pestepidemien wurde das Land im 18. Jahrhundert vollständig menschenleer. Darauf entstand im 18. Jahrhundert das örtliche Gut. Das erhaltene Herrenhaus wurde 1844 errichtet. Es dient heute als Hotel.